# Hippolyte Petitjean
Hippolyte Petitjean (Mâcon, 11 de setembro de 1854 – Paris, 18 de setembro de 1929) foi um pintor pós-impressionista francês, praticante do Pontilhismo.